# Tab Smith

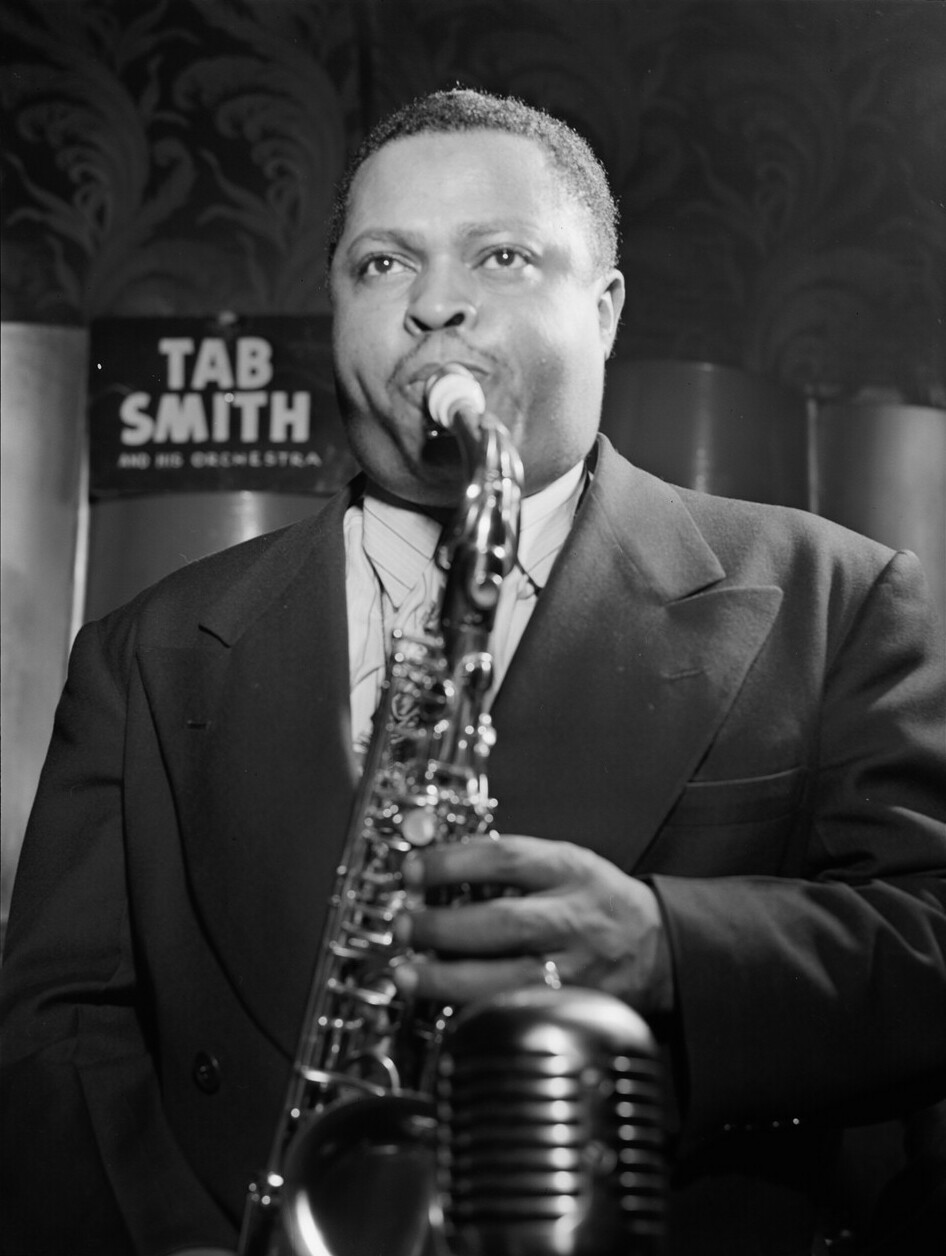
Tab Smith, 1940er-Jahre

Talmadge „Tab“ Smith (* 11. Januar 1909 in Kinston, North Carolina; † 17. August 1971 in St. Louis, Missouri) war ein amerikanischer Swing- und Rhythm-and-Blues-Saxophonist (Alt- und Tenorsaxophon).

## Leben und Wirken
Tab Smith begann 1929 als Berufsmusiker mit den Carolina Stompers, spielte zu Beginn der 1930er Jahre bei Fate Marable, Dewey Jackson und Eddie Johnson, war dann mehrere Jahre Mitglied der Band von Lucky Millinder und der Blue Rhythm Band und arbeitete auch als freischaffender Musiker und Arrangeur, so mit Red Allen, Billy Kyle und Frankie Newton, mit dem zusammen er 1939 im Café Society gastierte und Billie Holiday begleitete.
Tab Smith wirkte in diesem Jahr an vier Sessions mit Holiday mit, darunter die legendäre Strange Fruit Session am 20. April 1939. Von 1940 bis 1942 spielte er in der Count Basie Band, danach wieder bei Millinder. In dieser Zeit nahm er auch Schallplatten mit Coleman Hawkins und Charlie Shavers, Rex Stewart, Leonard Feather, Laurel Watson sowie unter eigenem Namen (Mornin’ Blues, 1940)  auf. 1946 spielte Smith außerdem bei Sandy Williams’ Big Eight.
Nach dem Zweiten Weltkrieg leitete Smith eigene Rhythm-and-Blues-Formationen. Sein größter R&B-Hit war Because of You, der 1951 die Position 1 in den R&B-Charts und Position 20 in den Pop-Charts erreichte. Seine damaligen Aufnahmen im 78er-Format auf Premium („Spider Rock“, 1951) und United („Spider’s Web“, mit dem Organisten Sam Malone) wurden vom Jazzlabel Delmark wiederveröffentlicht. Diese Aufnahmen stehen stilistisch denen von Earl Bostic aus der gleichen Zeit nahe (Cook & Morton).
Zu Beginn der 1960er Jahre zog sich Tab Smith aus dem Musikgeschäft zurück.

## Diskographie
Als Leader
- Jump Time (Delmark, 1951/52)
- Ace High (Delmark, 1952/53)
- Crazy walk (Delmark, 1955/56)

Als Sideman
- Henry Red Allen: Henry Red Allen 1937–1941 (Classics)
- Count Basie: Count Basie 1939–1940 (Classics)
- Coleman Hawkins: The Complete Coleman Hawkins (Mercury, 1944)
- Billie Holiday: The Quintessential Billie Holiday Vol. 8 1939–1940 (Columbia)
- Billie Holiday: The Complete Commodore Recordings (Commodore, 1939–41)
- Frankie Newton: Frankie Newton 1937–1939 (Classics)
- Dinah Washington: The Complete 1943–1951 Mercury Master Takes (Mercury)
- Sandy Williams’ Big Eight: Giants of Small-Band Swing (Riverside/OJC, 1946)

## Einzelnachweis und Anmerkung
1. ↑  Carr, Fairweather, Priestley, Alexander: The Rough Guide to Jazz. Edition: 3, Rough Guides, 2004. ISBN 1-84353-256-5, ISBN 978-1-84353-256-9
2. ↑  Bei dieser Session wurden auch die Titel Yesterdays, Fine and Mellow sowie I Gotta Right to Sing the Blues aufgenommen; außerdem spielte er am 21. März (You’re Too Lovely to Last), am 5. Juli (Some Other Spring) und am 13. Dezember 1939 (I’m Gonna Lock My Heart, aufgenommen im Café Society) mit Billie Holiday. Vgl. Donald Clarke, S. 557 f.
3. ↑  Robert Pruter and Robert L. Campbell: Das Premium-Label (Memento vom 4. April 2013 im Internet Archive)

| Personendaten    | Personendaten                      |
| ---------------- | ---------------------------------- |
| NAME             | Smith, Tab                         |
| ALTERNATIVNAMEN  | Smith, Talmadge (wirklicher Name)  |
| KURZBESCHREIBUNG | US-amerikanischer Jazz-Saxophonist |
| GEBURTSDATUM     | 11. Januar 1909                    |
| GEBURTSORT       | Kinston, North Carolina            |
| STERBEDATUM      | 17. August 1971                    |
| STERBEORT        | St. Louis, Missouri                |